# ローソン (化学)
ローソン（Lawsone）またはヘンノタンニン酸（hennotannic acid）は、ホウセンカ（Impatiens balsamica）やツマクレナイノキ（Lawsonia inermis）から得られる赤橙色の染料である。ヒトは5000年以上前から、頭髪または皮膚用の色素としてツマクレナイノキからローソンを抽出して使用している。酸溶媒では、マイケル付加によって皮膚または頭髪のケラチンと反応し、皮膚や髪が剥がれ（抜け）落ちるまで永久的に染まる。ローソンは紫外線を強く吸収し、水で抽出できるためサンレスタンニングサンスクリーン剤として使われる。化学的には、ローソンはクルミに含まれるジュグロンの異性体である。